# Ауд-Зевенар
Ауд-Зевенар (нід. Oud-Zevenaar, нід. вимова: [ˌʌutˈseːvənaːr]) — село в нідерландській провінції Гелдерланд. Входить до муніципалітету Зевенар. Фактично є південним передмістям однойменного міста.

## Історія
Село вперше згадується у 1047 році як «Subenhara». Етимологія назви залишається невизначеною. У назві використовується «Oud» (старий) для відокремлення від Зевенара, який у 1725 році був відомий як Nieu-Zeventer, але згодом повернув собі назву Зевенар. Село сформувалося вздовж річки Оуде-Рейн. У 1487 році Зевенар отримав права міста та став економічним центром, тоді як розвиток Ауд-Зевенара залишався обмеженим. Католицька церква Святого Мартіна розташоввана в селі вперше згадується у 1276 році. У 1572 році її вежа згоріла, а відновлення храму було завершене у 1616 році. Вітряний млин De Hoop був збудований у 1850 році.

## Галерея

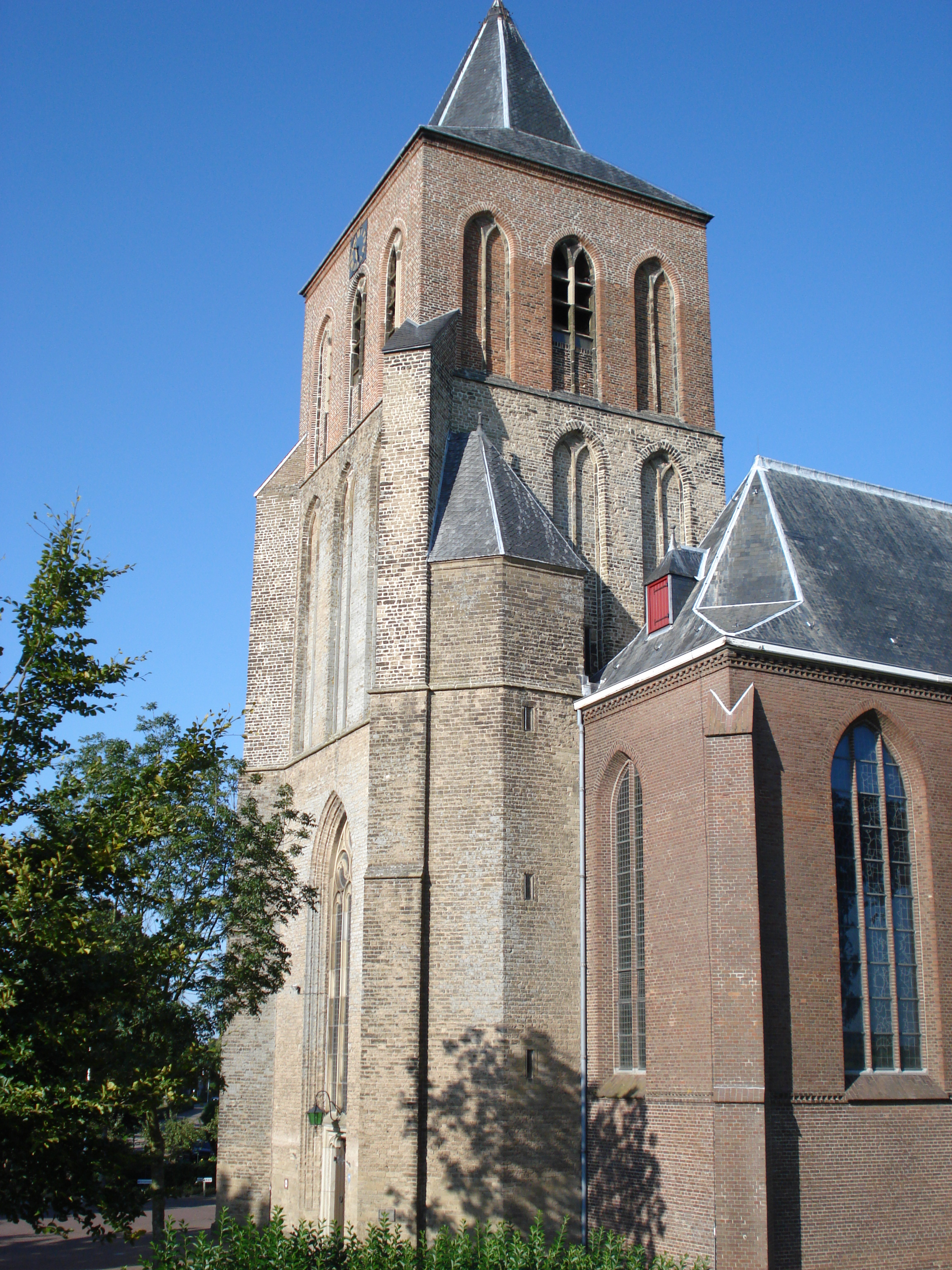
Церква
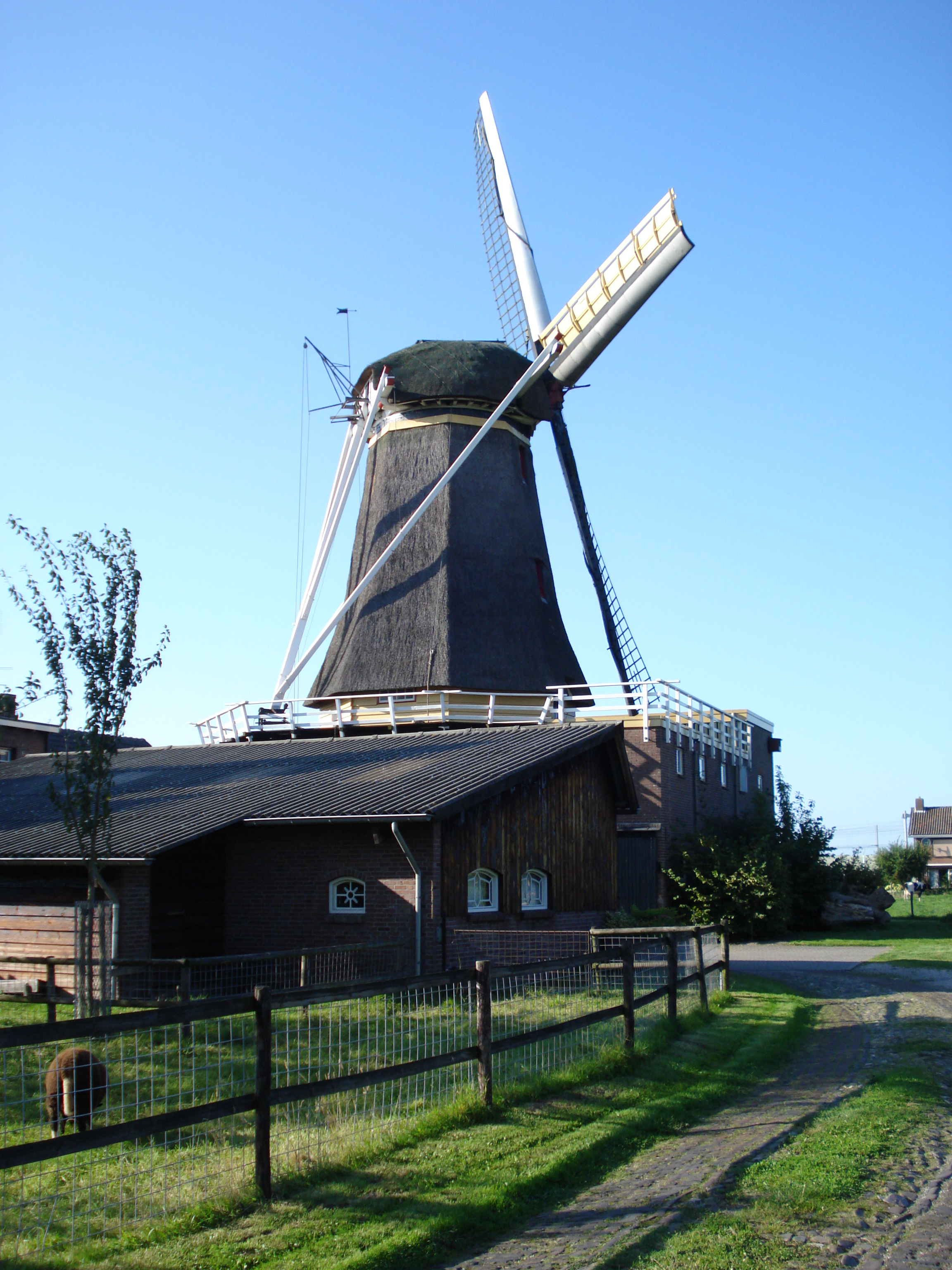
Вітряк
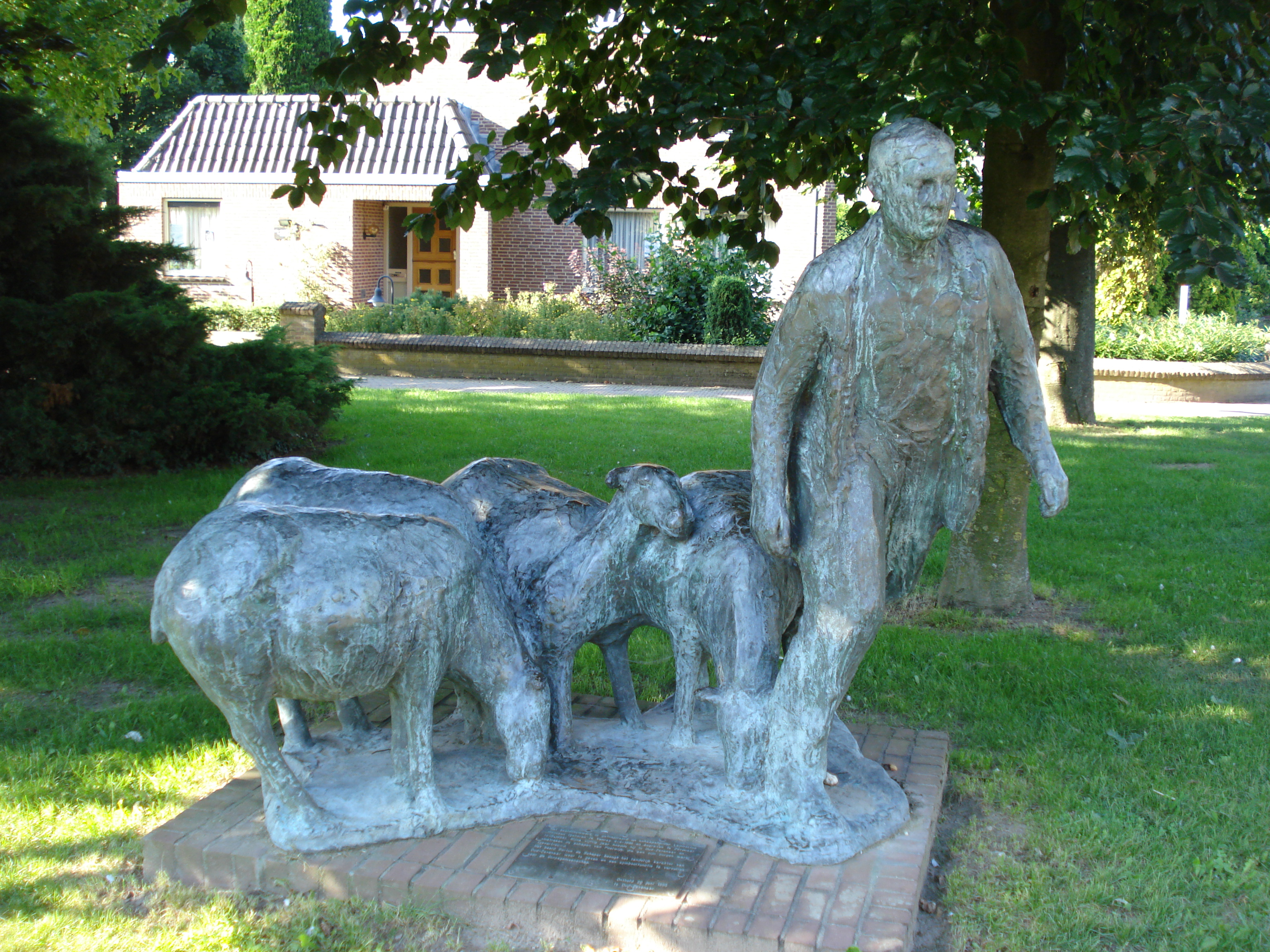
Статуя вівчаря
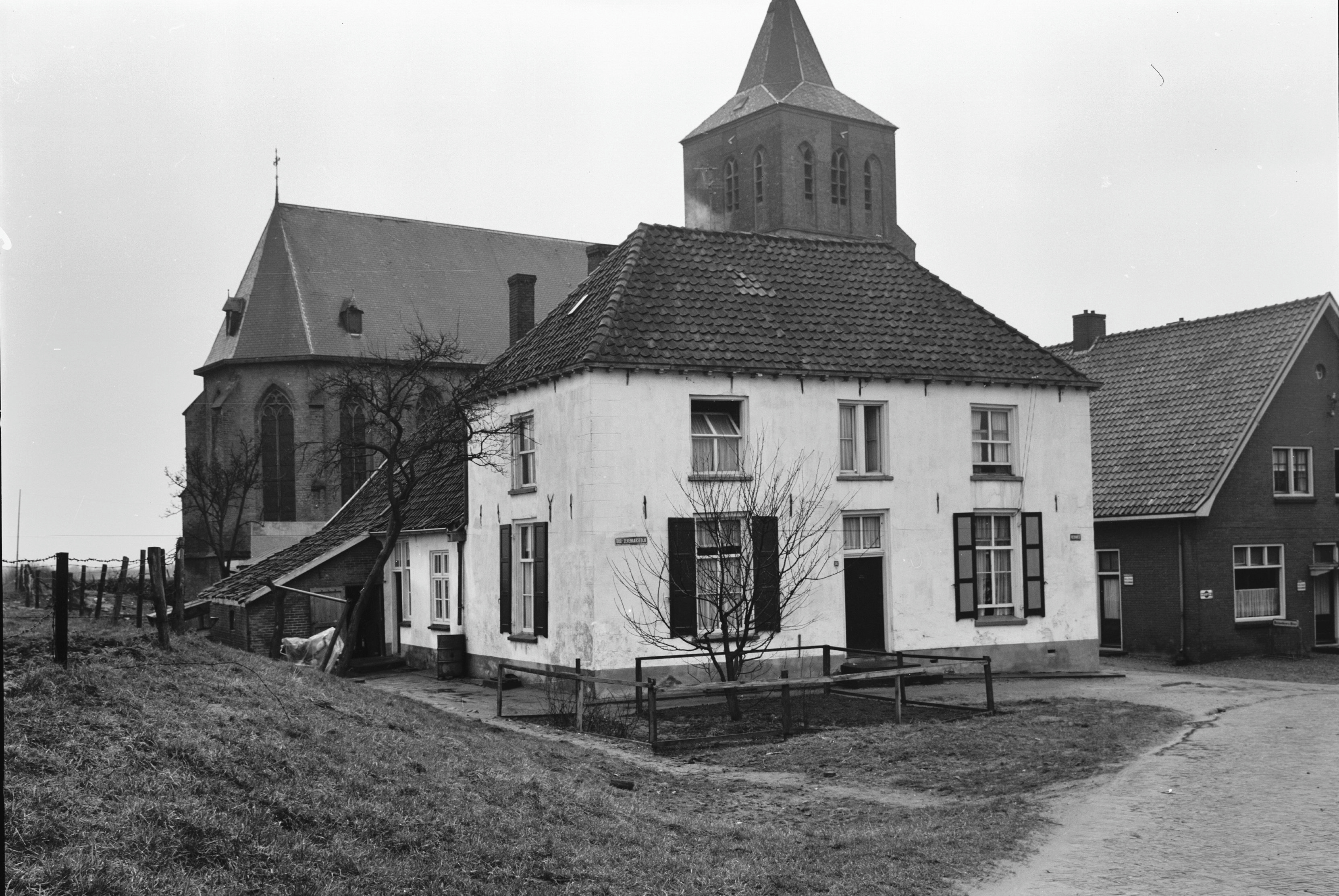